# Piliostigma
Piliostigma es un género de plantas con flores de la familia Fabaceae. Comprende 10 especies descritas y de estas, solo 2  aceptadas.

## Taxonomía
El género fue descrito por Christian Ferdinand Friedrich Hochstetter  y publicado en Flora 29: 598. 1846.

## Especies
A continuación se brinda un listado de las especies del género Piliostigma aceptadas hasta agosto de 2012, ordenadas alfabéticamente. Para cada una se indica el nombre binomial seguido del autor, abreviado según las convenciones y usos.
- Piliostigma malabaricum (Roxb.) Benth.
- Piliostigma tortuosum (Collett & Hemsl.) Thothathri